# Olga Levenkova
Olga Levenkova (Kemerovo, Rusia, 11 de enero de 1984) es una atleta rusa especializada en la prueba de pentatlón, en la que consiguió ser medallista de bronce mundial en pista cubierta en 2006.

## Carrera deportiva
En el Campeonato Mundial de Atletismo en Pista Cubierta de 2006 ganó la medalla de bronce en la competición de pentatlón, logrando un total de 4579 puntos, siendo superada por la ucraniana Lyudmila Blonska (oro con 4685 puntos que fue su mejor marca personal) y la neerlandesa Karin Ruckstuhl (plata).